# Israel Nash
Israel Nash, nome completo Israel Nash Gripka (...), è un cantautore statunitense.
Nato in un piccolo paese dei monti Ozark nel Missouri, figlio di un pastore battista si trasferisce a Williamsburg, a Brooklyn. Qui pubblica nel 2009 un primo album New York Town, ispirato a Ryan Adams.
Assieme al batterista Steve Shelley dei Sonic Youth e con la band di supporto dei The Fieros si trasferisce nei monti Catskill nello stato di New York in cerca di ispirazione, dove registra l'album Barn Doors & Concrete Floors. La registrazione avviene in un granaio  e le tracce dell'album sono intrise di roots-rock  country rock con rimandi ai Rolling Stones di Exile on Main Street
Nel 2011 parte per un tour europeo durante il quale (ad Eindhoven) viene registrato il suo primo album dal vivo Live at Mr. Frits  pubblicato nel corso dell'anno per la Lost Highway/Universal.
Nel 2013 ha pubblicato il suo terzo album in studio Israel Nash's Rain Plans per l'etichetta londinese Loose Music.

## Discografia

### Album
- 2009 - New York Town (Continental Song City)
- 2011 - Barn Doors & Concrete Floors (Continental Song City)
- 2011 - Live at Mr. Frits (Lost Highway/Universal)
- 2013 - Israel Nash's Rain Plans (Loose Music)
- 2015 - Silver Season
- 2018 - Lifted (Desert Folklore Music)
- 2021 - Topaz
- 2023 - Ozarker
- 2024 - Israel Nash's Rain Plans

### EP
- 2006 - Prelude (Lasso Records)
- 2009 - The Goldmine Is Flooding